# 上京镇
上京镇是中国福建省三明市大田县下辖的一个镇。

## 行政区划
上京镇共辖16个行政村，分别是：
上京村、上平村、黄城村、桂坑村、城口村、丰田村、南坑村、溪尾村、下溪口村、溪口村、三阳村、赤水村、梅林村、隆美村、灵川村、延京村。